# Two Weeks
Pour les articles homonymes, voir Two Weeks (homonymie).
Two Weeks (coréen : 투윅스, Tuwikseu) est une série télévisée sud-coréenne diffusée en 2013 sur la chaîne MBC. Elle met en vedette Lee Joon-gi, Kim So-yeon, Ryu Soo-young et Park Ha-sun.

## Distribution

### Acteurs principaux
- Lee Joon-gi : Jang Tae-san[2],[3],[4],[5]
- Kim So-yeon : Park Jae-kyung
- Ryu Soo-young : Im Seung-woo[6]
- Park Ha-sun : Seo In-hye[7]
- Kim Hye-ok : Jo Seo-hee
- Jo Min-ki : Moon Il-seok
- Lee Chae-mi : Soo-jin

### Acteurs secondaires
- Song Jae-rim : Mr. Kim
- Kim Hyo-seo : Park Ji-sook
- Uhm Hyo-sup : Han Jung-woo
- Yoon Hee-seok : Do Sang-hoon
- Yeo Ui-joo : Kim Min-soo
- Jung In-gi : Yang Taek-nam
- Baek Seung-hoon : Kim Sang-ho
- Ahn Yong-joon : Jin Il-do
- Im Se-mi : Oh Mi-sook
- Park Joo-hyung : Im Hyung-jin
- Kim Bup-rae : Hwang Dae-joon
- Kim Young-choon : Jang Seok-doo
- Chun Ho-jin : Han Chi-gook
- Ahn Se-ha : Go Man-seok
- Bae Je-ki : Jo Dae-ryong
- Park Ha-na : Jang Young-ja
- Kang Ha-neul : Kim Sung-joon
- Hyun Nam : So-young

Acteurs de la série Two Weeks
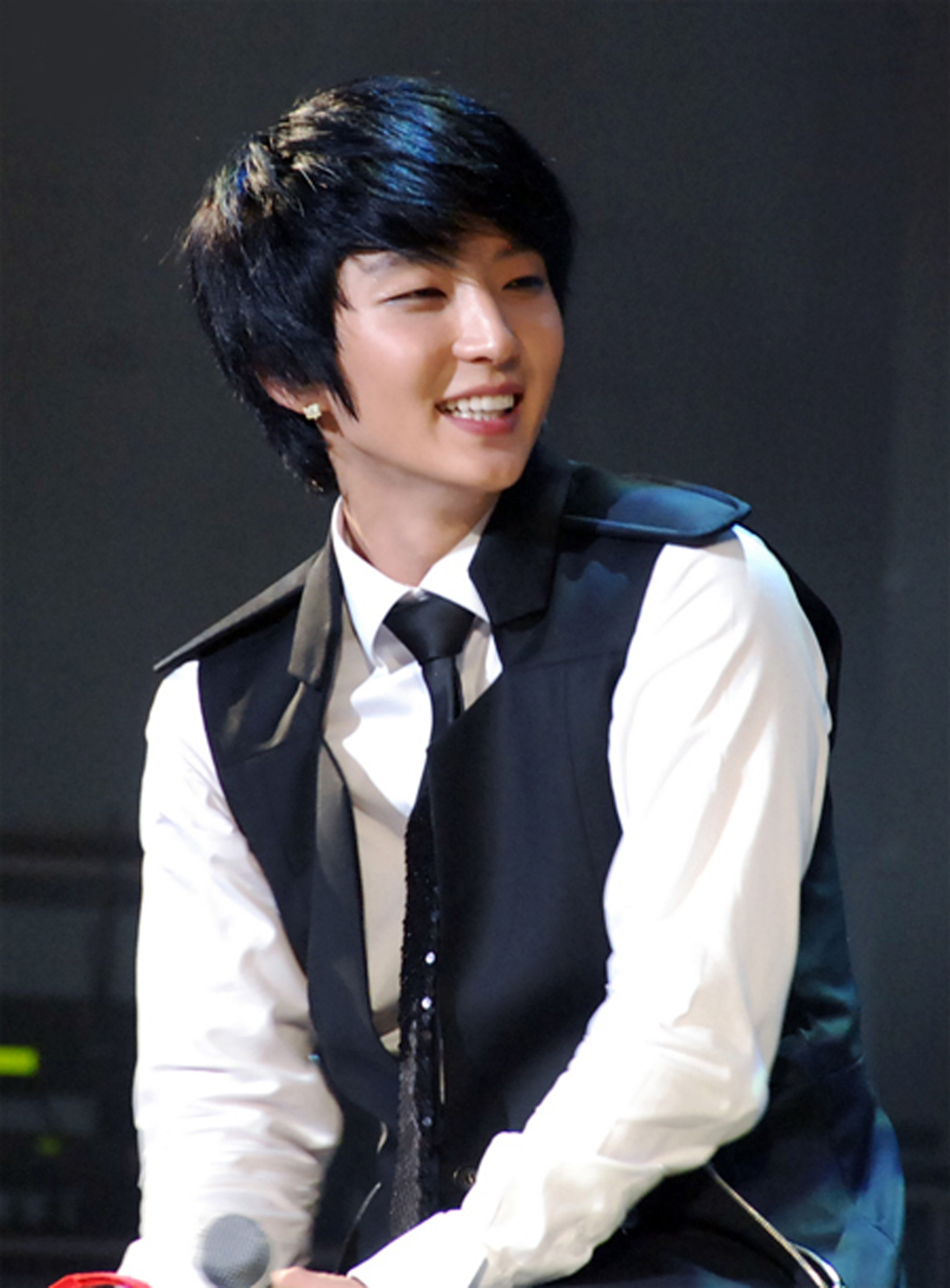
Lee Joon-gi
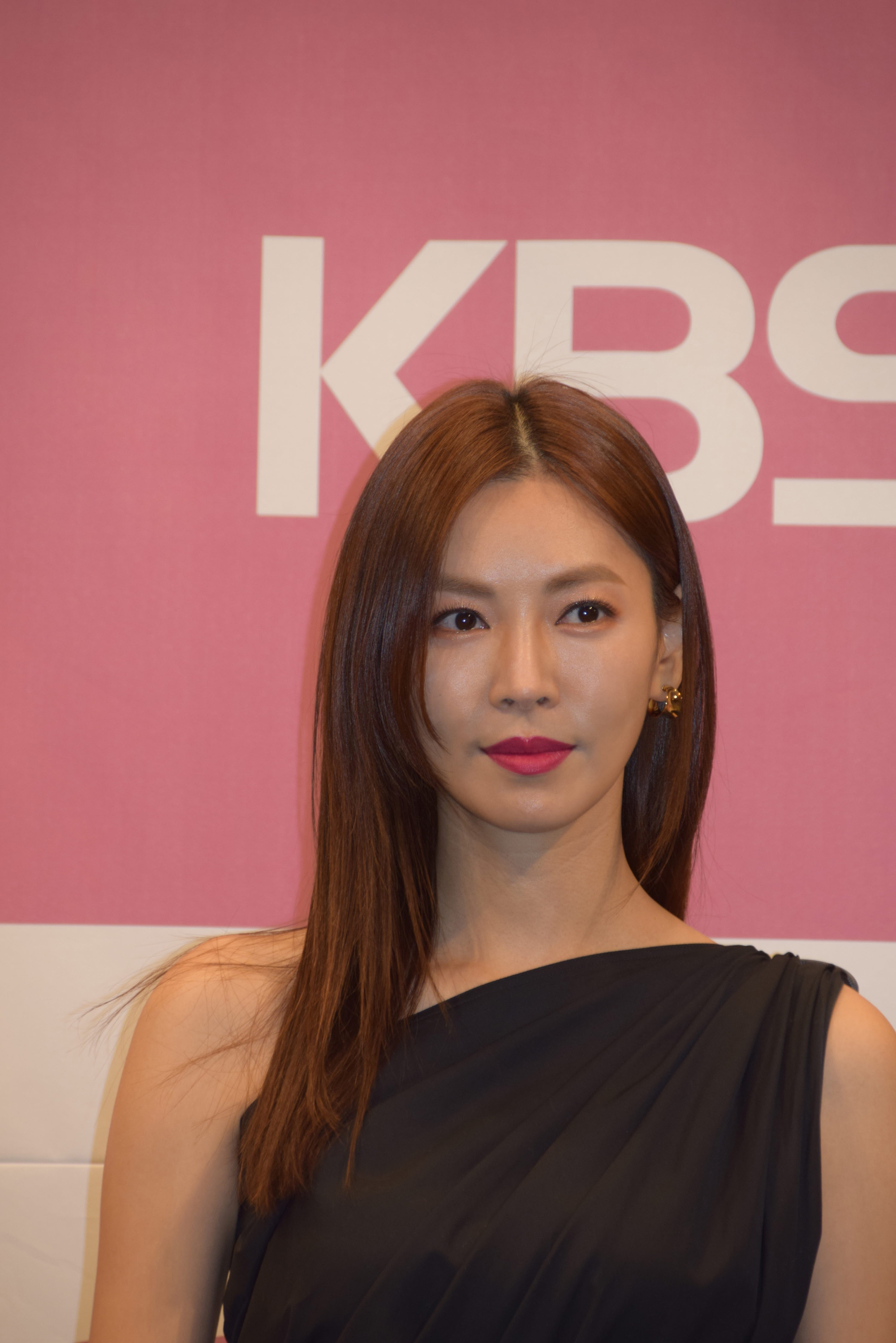
Kim So-yeon
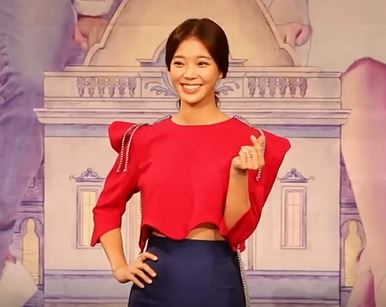
Im Se-mi

## Diffusion internationale
- MBC (2013)
- Xing Kong
- Now101
- KNTV
- Viva

### Sources
- (ko) Cet article est partiellement ou en totalité issu de l’article de Wikipédia en coréen intitulé « 투윅스 » (voir la liste des auteurs).

- (en) Cet article est partiellement ou en totalité issu de l’article de Wikipédia en anglais intitulé « Two Weeks (TV series) » (voir la liste des auteurs).